# Dietiltoluamidă
Dietiltoluamid (DEET)  este un compus chimic folosit ca mijloc de protecție contra insectelor. El are un spectru larg asupra diferitelor specii de insecte. DEET-ul poate declanșa la unele persoane reacții alergice, mai sensibile sunt  femeile gravide sau în perioada alăptatului și copii până la vârsta de 2 ani. El a fost produs în 1946 fiind folosit de armata nord americană ca mijloc de combatere a țânțarilor, ca de exemplu în Asia de Sud, (Războiul din Vietnam). În anul 1957 s-a aprobat ca substanța să fie folosită de civili, iar din 1965 este pusă în comerț. 

## Răspândire și mod de producere
În natură DEET-ul este produs de femela moliei de plop Pectinophora gossypiella. Pe cale industrială N,N-Diethyl-m-toluamid-ul este sintetizat din acidul metilbenzoic sau din acid clorocarbonic și dietilamina. 

## Mod de acțiune
Modul de acțiune n-a fost complet elucidat, una din studii presupune că DEET-ul acționează asupra insectelor prin blocarea organelor de detectare a mirosului sau gustului. Astfel insectele nu mai pot detecta acidul lactic sau dioxidul de carbon, prin care ele descoperă victimele donatoare de sânge. 

## Efecte toxice
DEET-ul irită în mod normal ochii și mucoasele, fără să irite pielea, în unele cazuri (1 la 100 de milioane) poate irita pielea și declanșa accese epileptice. Aceste date au fost date de Environmental Protection Agency. În mod mai frecvent provoacă insomnii, tulburări de concentrare și psihice. Substanța aplicată pe haine a fost folosită cu rezultate deosebit de eficiente în ținuturile unde bântuie malaria, sau alte boli transmise de țânțari. 